# Christine Richter (Schauspielerin)
Christine Richter (* 27. Februar 1962 in Frankfurt am Main) ist eine deutsche Schauspielerin.

## Leben

### Ausbildung
Christine Richter wuchs in ihrer Geburtsstadt Frankfurt am Main auf. Von ihrem 5. bis 19. Lebensjahr betrieb sie aktiv Rollkunstlauf und wurde bei den Deutschen Meisterschaften im Rollkunstlauf Siegerin. Sie besuchte zunächst die Berufsfachschule für Gymnastik (1982–1985), anschließend die Berufsfachschule für Kosmetik (1986–1987).
Von 1989 bis 1992/93 besuchte sie in Frankfurt am Main die Schauspielschule Okcolicsanyi, die sie mit Diplom und der staatlichen Bühnenreifeprüfung abschloss. Außerdem machte sie eine Schauspiel-, Tanz- und Gesangsweiterbildung in London und New York. Sie war zeitweise Mitglied der Donald Samuels Dance Company, wo sie im Bereich modernes Tanztheater als Tänzerin auftrat.

### Theater
Ihre Bühnenkarriere begann Richter in der Spielzeit 1994/95 am Stadttheater Hildesheim, wo sie für zwei Spielzeiten bis zum Ende der Spielzeit 1995/96 festes Ensemblemitglied war. Sie spielte während ihres Festengagements verschiedene Hauptrollen im Sprechtheater und im Musical, u. a. Kathy Selden in Singin’ in the Rain, Sally Smith in Me and My Girl, Audrey in Der kleine Horrorladen, Frenchy in Grease, sowie Alice Rüttersbusch in Die Ratten und die Frau des Bürgermeisters in Der Besuch der alten Dame (jeweils in der Spielzeit 1995/96).
Seit 1996 arbeitet Richter als freie Schauspielerin. Regelmäßige Theaterengagements hatte sie ab 1996 hauptsächlich in Frankfurt am Fritz-Rémond-Theater, an der Komödie Frankfurt, wo sie bis 2015 jeweils in über 15 Produktionen mitwirkte, und bei der Katakombe Frankfurt.
Ab 1997 trat sie 5 Jahre in Folge in den Sommermonaten bei den Märchenfestspielen Hanau auf, wo sie für ihre Darstellung 1998 den Zuschauer- und 2000 den Kritikerpreis erhielt. In der Spielzeit 1999/00 trat sie an der Komödie Frankfurt neben Herbert Bötticher in Curt Goetz’ Theaterstück Dr. med. Hiob Prätorius auf. Im August 2001 spielte sie am Düsseldorfer Kom(m)ödchen in der Uraufführung des Stücks Autumn in New York, das der Autor Ulrich Jokiel eigens für sie schrieb. 2002 übernahm sie an der Komödie Frankfurt die Rolle der Bianca in einer Kiss Me, Kate-Produktion, in der Petra Constanza und Hardy Rudolz in den Hauptrollen ihre Partner waren. Sie hatte außerdem Engagements am Theater an der Kö in Düsseldorf (Spielzeit 2002/03), an der Komödie Düsseldorf (Spielzeit 2003/04), am Contra-Kreis-Theater in Bonn (Spielzeit 2004/05) und am Theater am Dom in Köln (Spielzeit 2004/05).
Außerdem gastierte sie in Schauspiel, Musical- und Operettenproduktionen regelmäßig am Volkstheater Frankfurt, u. a. als Hodel in Anatevka (2005–2007, Regie: Wolfgang Kaus, mit Tony Marshall als Milchmann Tevje und Helene Fischer als Partnern), als Ottilie in Im weißen Rößl (2006–2007, Regie: Wolfgang Kaus), als Gräfin Almaviva in Ein toller Tag (Spielzeit 2005/06, Regie: Wolfgang Kaus) und als Ella in Charleys Tante (Spielzeit 2005/06).
Ab der Spielzeit 2007/08 trat sie regelmäßig am Schlosstheater Celle auf. Sie spielte dort u. a. die Spelunkenjenny in Brecht/Weills Die Dreigroschenoper (Spielzeit 2007/08), als Mrs. Pearce in My Fair Lady (Spielzeit 2008/09), als Frau Bertolt in Urteil von Nürnberg (Spielzeit 2008/09), als Konsulin in Die Buddenbrooks (Spielzeit 2009/10) und als Frau Hollunder in Liliom (Spielzeit 2009/10) auf.
Seit der Saison 2011/12 tritt sie regelmäßig beim Ekhof-Festival in Gotha auf, so als Rosaura in Der Lügner von Carlo Goldoni (Spielzeit 2011/12) und als Lady Capulet in Romeo und Julia (Spielzeit 2012/13, Spielzeit 13/14 und im Juli/August 2016). In der Saison 2012/13 gastierte sie in einer Heinz-Erhardt-Revue an der Komödie im Marquardt in Stuttgart.
2014 stand sie in der Komödie Frankfurt als liebestolle Sekretärin Frau Weguscheit in Claus Helmers Inszenierung des Stücks Das hat man nun davon von Heinz Erhardt auf der Bühne. In der Saison 2015/16 spielte sie, unter der Regie von Pia Hänggi, am Fritz-Rémond-Theater in einer Bühnenfassung des Romans Zusammen ist man weniger allein von Anna Gavalda, in der Maximilian Claus, Ursula Dirichs und Jens Knospe ihre Partner waren. Im März/April 2017 war sie an der Komödie Frankfurt als Ehefrau Luise die Partnerin von Markus Majowski in der Boulevardkomödie Die Nervensäge von Francis Veber. Im Sommer 2017 gastierte Richter beim Sommertheater im Goethe-Theater in Bad Lauchstädt als Dorimène in Molières Der Bürger als Edelmann in einer Produktion der „Compagnie en route“.
Sie entwickelte außerdem drei eigene Soloprogramme, mit denen sie auf Tournee durch Deutschland ging. Gelegentlich arbeitete sie auch als Regisseurin und Choreografin, u. a. für Modeschauen in ganz Deutschland.

### Film und Fernsehen
Richter übernahm auch einige Rollen, meist kleinere Rollen, in Kurzfilmen, Fernsehfilmen und Fernsehserien, und drehte Werbespots. Im Sommer 2017 stand Richter für die Serie Country Girls, die erste Webserie des HR vor der Kamera.

### Lehrtätigkeit und Privates
Richter ist neben ihrer Schauspieltätigkeit auch als Schauspielpädagogin, als Sprach- und Stimmtrainerin, sowie als Coach und Personaltrainer tätig. Sie lebt in Frankfurt am Main.

## Filmografie (Auswahl)
- 2001: Durch dick und dünn (Fernsehfilm)
- 2003; 2004: Ein Fall für zwei (Fernsehserie)
- 2004: Die Anrheiner (Fernsehserie)
- 2014: Finderlohn (Kurzfilm)
- 2014: Mordsfreunde – Ein Taunuskrimi (Fernsehreihe)
- 2015: Tiefe Wunden – Ein Taunuskrimi (Fernsehreihe)